# 生態経済学
生態経済学（せいたいけいざいがく、英: ecological economics）は、通時的空間的な、人間の経済と自然の生態系の、相互依存と共進化に取り組む学術的な研究の、学越（英語: transdisciplinary）的で学際的な分野である。地球の大きな生態系の部分系として経済を扱うことで、そして天然資本の保護を力説することで、生態経済学(英: ecological economics)の分野は、環境の主流派経済学の分析のものである、環境経済学とは区別が生じる。
ドイツ人の経済学者の一つの調査は、生態経済学者たちが強い持続可能性を力説して、天然資源が人造の資本によって代用できることを却下することをもって、生態的ならびに環境的経済学は異なった経済学の学派（英語: schools of economic thought）であることを見出した。

## 引用文献
- Xepapadeas, Anastasios (2008). “Ecological economics”. The New Palgrave Dictionary of Economics (2nd. ed.). Palgrave MacMillan.
- Illge, Lydia; Schwarze, Reimund (2006), “A Matter of Opinion: How Ecological and Neoclassical Environmental Economists Think about Sustainability and Economics”, German Institute for Economic Reserch,  オリジナルの2006-11-30時点におけるアーカイブ。
- van den Bergh, Jeroen C. J. M. (2001). “Ecological Economics: Themes, Approaches, and Differences with Environmental Economics”. Regional Environmental Change 2 (1):  13-23.  オリジナルの2008-10-31時点におけるアーカイブ。(press + (訳：+を押す))